# Bridgeport (Alabama)
Bridgeport ist eine Stadt im Jackson County im Bundesstaat Alabama in den Vereinigten Staaten.

## Geographie
Bridgeport liegt im Nordosten Alabamas im Süden der Vereinigten Staaten. Ein Teil der nördlichen Stadtgrenzen bildet zugleich einen Teil der nördlichen Grenze Alabamas zu Tennessee.
Nahegelegene Orte sind unter anderem South Pittsburg (unmittelbar nördlich angrenzend), New Hope (1 km nordöstlich), Stevenson (4 km südwestlich), Bryant (5 km östlich) und Orme (6 km nordwestlich). Die nächste größere Stadt ist mit 171.000 Einwohnern das etwa 25 Kilometer östlich entfernt gelegene Chattanooga.

## Geschichte
Die Stadt entstand als Jonesville im frühen 19. Jahrhundert. 1852 wurden ein Postamt und die Bahnstrecke der Nashville, Chattanooga and St. Louis Railway eröffnet. Nachdem 1854 eine neue Eisenbahnbrücke über den Tennessee River und kurz zuvor ein Hafen errichtet wurden, wurde der Name in Bridgeport geändert.
Durch die Lage an der Eisenbahnstrecke und dem Tennessee River war Bridgeport ein wichtiger Ort während des Sezessionskriegs, vor allem die Brücke war oft Ziel militärischer Angriffe. Im lokalen Hafen wurde unter anderem das Kriegsschiff USS Chattanooga gebaut.
2011 forderte ein starkes Unwetter im Süden Der Vereinigten Staaten ein Todesopfer in Bridgeport.

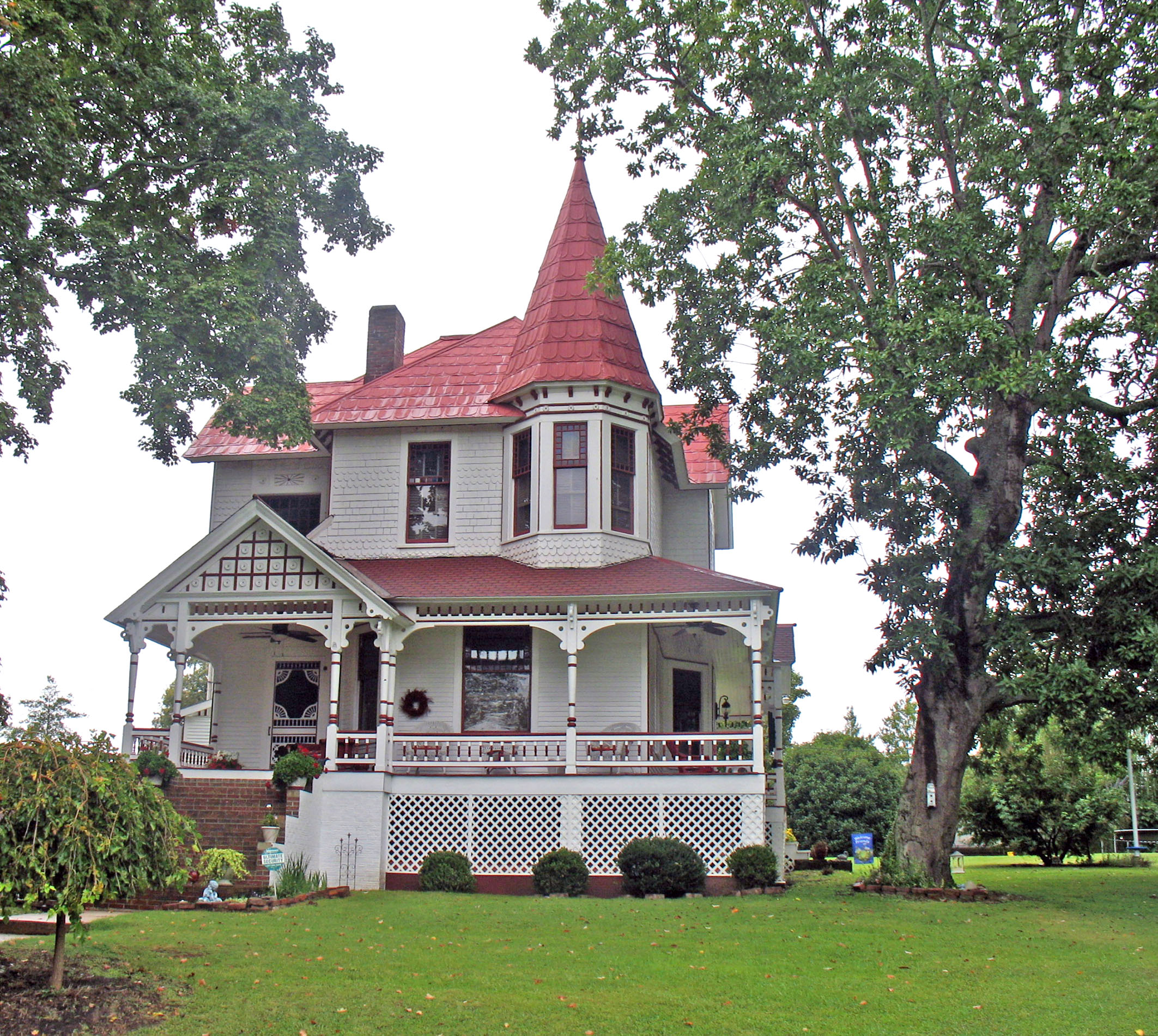
Haus im Queen-Anne-Stil im Bridgeport Historic District (2009)

Zwei Bauwerke und Stätten in Bridgeport und der näheren Umgebung sind im National Register of Historic Places (NRHP) eingetragen (Stand 20. März 2020), der Bridgeport Historic District und das Russell Cave National Monument.

## Verkehr
Ein Teil des westlichen Stadtgebietes umfasst eine Trasse, auf der gemeinsam der U.S. Highway 72 und die Alabama State Route 2 verlaufen. Etwa 6 Kilometer nördlich besteht Anschluss an den Interstate 24, 20 Kilometer östlich verlaufen der Interstate 59 und der U.S. Highway 11.
Etwa 7 Kilometer südwestlich befindet sich der stadteigene Bridgeport Municipal Airport sowie 14 Kilometer nordöstlich der Marion County Airport.

## Demographie
Die Volkszählung 2000 ergab eine Einwohnerzahl von 2728, verteilt auf 1159 Haushalte und 793 Familien. Die Bevölkerungsdichte lag bei 338 Menschen pro Quadratkilometer. 87,8 % der Bevölkerung waren Weiße, 8 % Schwarze, 1,4 % Indianer und 0,1 % Asiaten. 0,4 % entstammten einer anderen Ethnizität, 2,3 % hatten zwei oder mehr Ethnizitäten, 1,3 % waren Hispanics oder Lateinamerikaner jedweder Ethnizität. Auf 100 Frauen kamen etwa 90 Männer. Das Durchschnittsalter lag bei 38 Jahren, das Pro-Kopf-Einkommen betrug 15.779 US-Dollar, womit etwa 13,4 % der Bevölkerung unterhalb der Armutsgrenze lebten.
Bis zur Volkszählung 2010 sank die Einwohnerzahl auf 2418.